# Håv
|  | Wiktionary har en ordboksartikel om håv. |

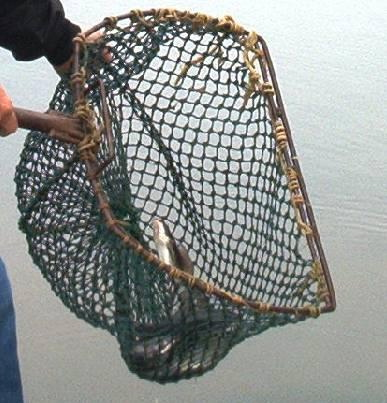
En fiskhåv.

En håv är ett redskap bestående av en påse av nät fäst vid en styv ram, ofta med handtag. Håvens äldsta användningsområde är att plocka upp fisk ur vattnet vid fiske (fiskhåv). För odlad fisk och akvariefisk används håven som självständigt fångstredskap. Beroende på vad för sorts fisk som ska fångas så har de olika stora maskor. 
Även för att fånga insekter (insekts- eller fjärilshåv) och fåglar så används ibland håv. För dessa typer av håvar används mycket finmaskigt tunt tyg för att minimera skador på djuret.
På Stockholms ström var håvbåtar en vanlig syn förr i tiden. 1918 fanns 148 registrerade håvbåtar i Strömmen. Håvfisket har bedrivits här sedan 1700-talet. Idag återstår bara tre stycken.

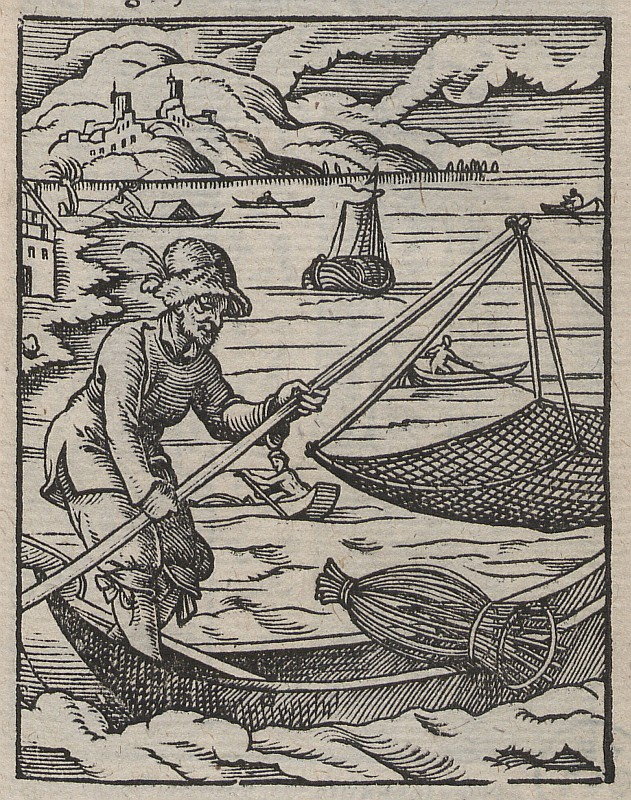
Illustration från 1568 av fiskare med en sorts håv.
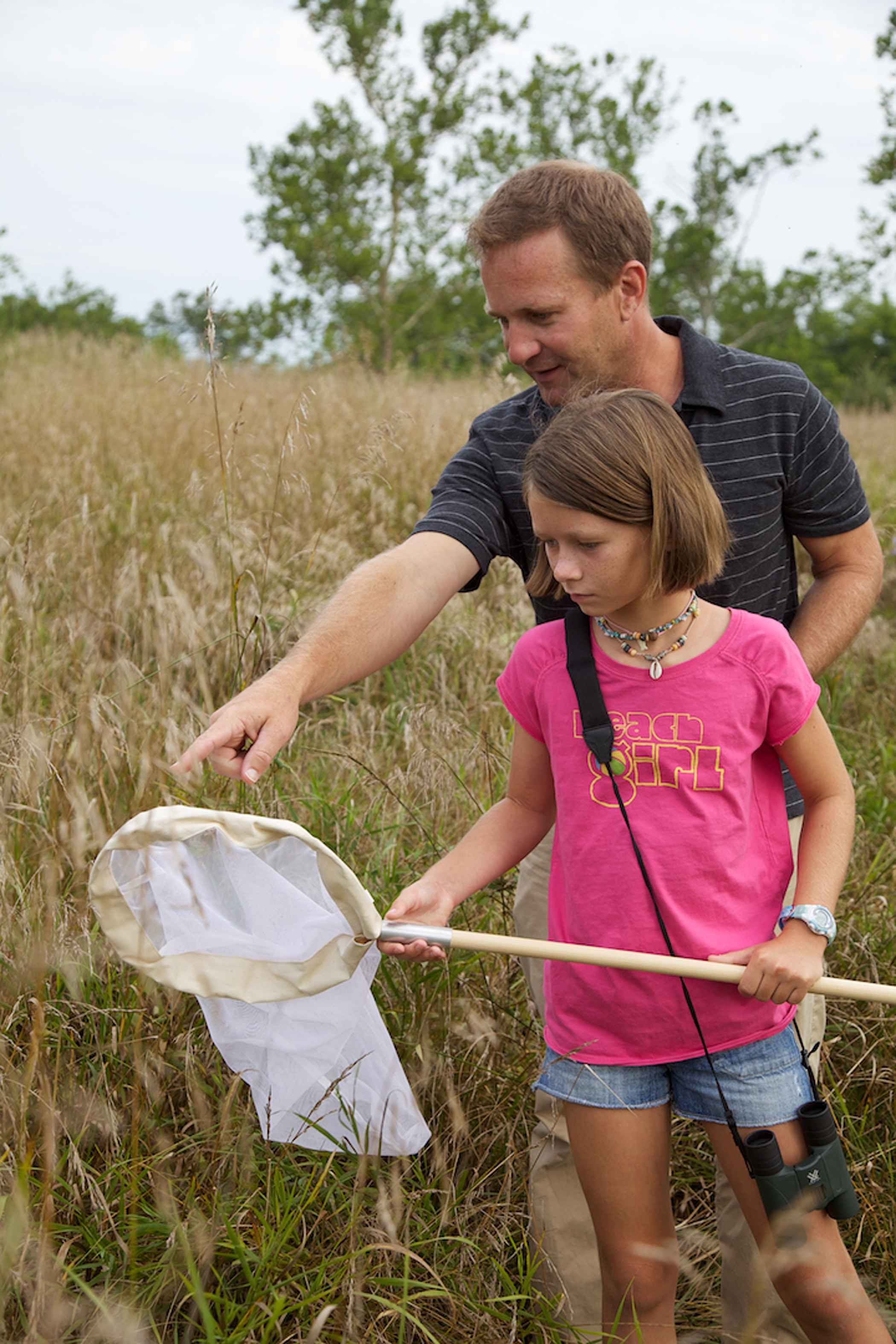
Flicka med Fjärilshåv.
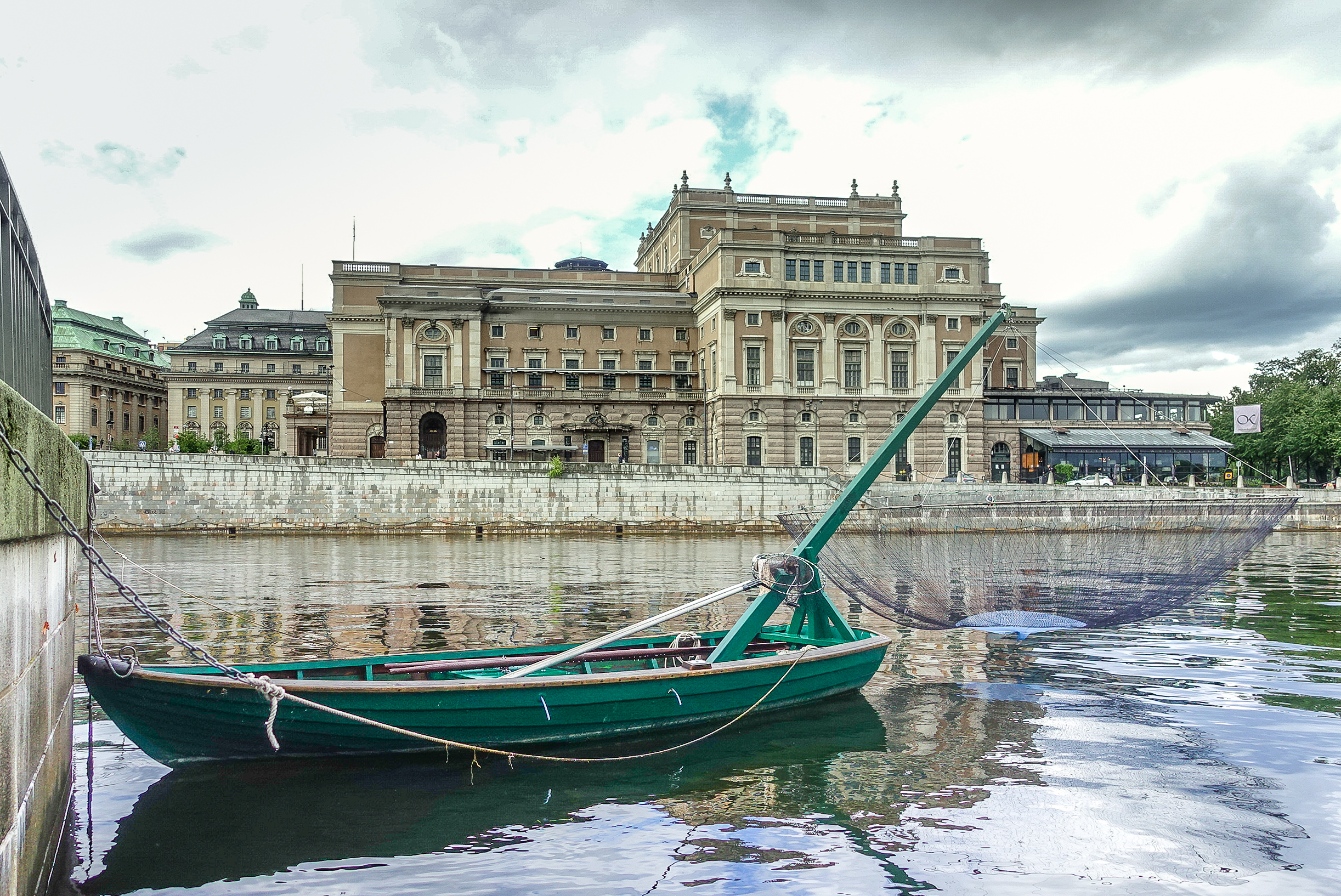
Håvbåt på Norrström i Stockholm 2020.